# Psammodrilus aedificator
Psammodrilus aedificator är en ringmaskart som beskrevs av Kristensen och Nørrevang 1982. Psammodrilus aedificator ingår i släktet Psammodrilus och familjen Psammodrilidae. Arten har ej påträffats i Sverige. Inga underarter finns listade i Catalogue of Life.